# General Dynamics Ajax
El Ajax, anteriormente conocido como el Scout SV (Specialist Vehicle), es una familia de vehículos de combate blindados que está desarrollando General Dynamics UK para el ejército británico.
El Ajax es un desarrollo del vehículo blindado de combate ASCOD utilizado por las fuerzas armadas españolas y austriacas. La familia fue desarrollada originalmente por Steyr-Daimler-Puch Spezialfahrzeug y Santa Bárbara Sistemas a principios de la década de 1990. Ambas empresas fueron compradas por General Dynamics a principios de la década de 2000.
En 2010, General Dynamics UK fue seleccionado como el ganador del contrato Future Rapid Effect System con ASCOD Common Base Platform, superando la propuesta CV90 de BAE Systems. La familia Ajax se adquirirá en una serie de variantes, inicialmente planificadas para estar en bloques, y los primeros vehículos se entregarán en 2017. Los retrasos significaron que, a partir de enero de 2020, la capacidad operativa inicial se espera en julio de 2020.

## Desarrollo

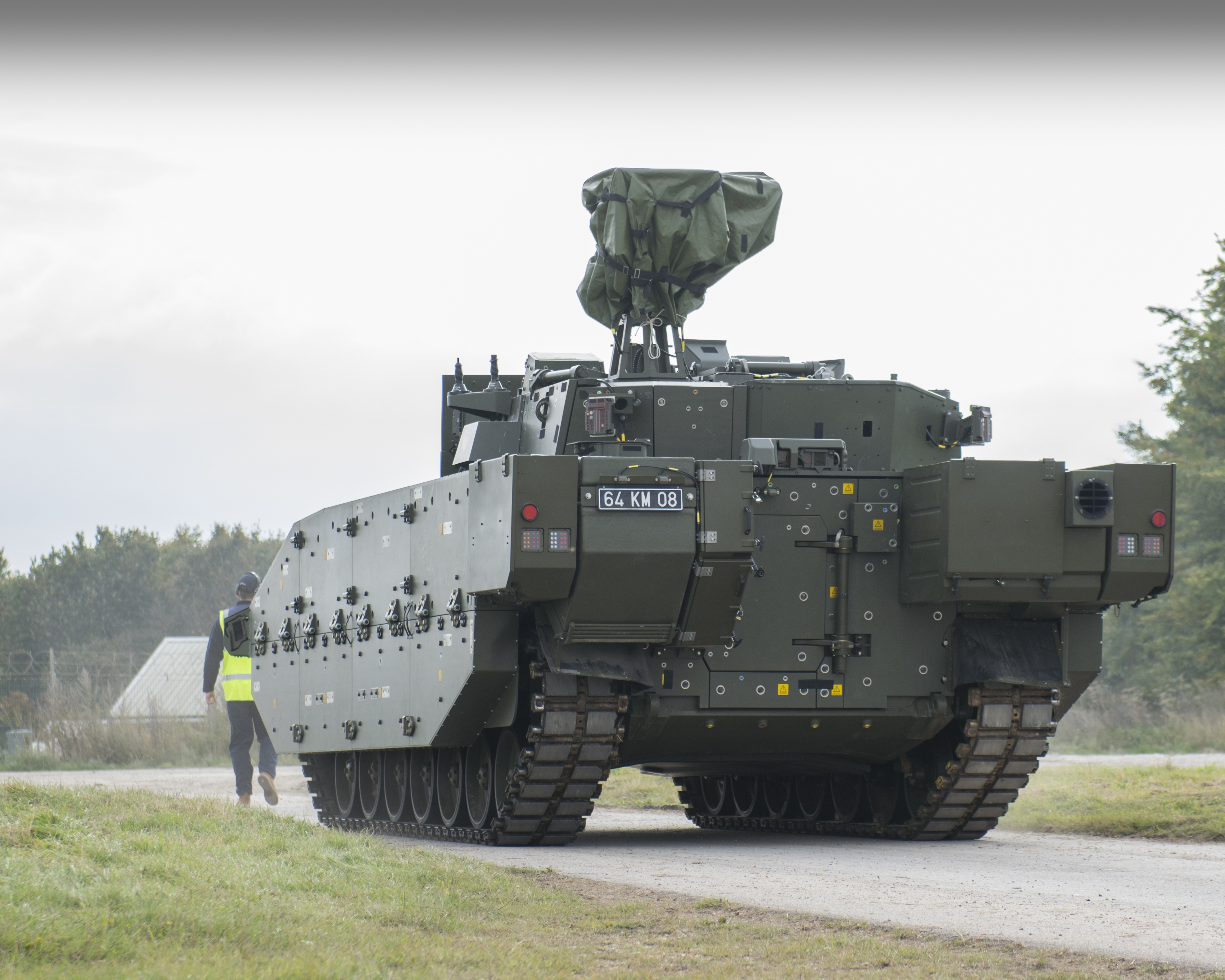
Vista trasera de la variante Ajax en octubre de 2016

El Ajax tiene sus orígenes en el programa Future Rapid Effect System que se remonta a la década de 1990, cuando se canceló el programa conjunto TRACER del Reino Unido / EE. UU. El propósito del programa FRES era encontrar un reemplazo para la familia de vehículos de reconocimiento de vehículos de combate (orugas) (CVR (T)) del ejército británico, que han estado en servicio desde 1971. General Dynamics UK ganó el contrato en marzo de 2010 después de años. de competencia de BAE Systems. Después de que el Ministerio de Defensa había seleccionado la plataforma de base común ASCOD 2, BAE intentó revertir la decisión ofreciendo fabricar el CV90 en sus instalaciones de Newcastle. Sin embargo, el Ministerio de Defensa otorgó a General Dynamics un contrato de Fase de Demostración de £ 500 millones. General Dynamics ha llevado a cabo un trabajo de revisión de diseño utilizando las aportaciones de soldados y adaptando el chasis ASCOD 2 a los requisitos británicos.
El programa Ajax pasó la "Revisión de diseño preliminar" (PDR), punto de diseño inicial en diciembre de 2012. En esta etapa de desarrollo, se revisaron la madurez del sistema y el diseño preliminar del sistema. A finales de 2013, se completó la "Revisión de diseño crítico de plataforma base común" (CDR) y se continuó con el desarrollo. En junio de 2014, la variante PMRS (Protected Mobility Recce Support) de la familia Scout completó oficialmente su CDR. Un "equipo de prueba móvil", el precursor de un prototipo, que había sido sometido a pruebas rigurosas que incluían pruebas de movilidad operativa y táctica (O&T) en clima frío, así como pruebas de vida acelerada (ALT), completó la eliminación de riesgos del sistema. En la exposición de DVD de 2014 se presentó el primer prototipo de preproducción de la variante PMRS, construido en las instalaciones de General Dynamics en España.
Inicialmente, el Ajax se iba a adquirir en varios bloques por un total de 1.010 vehículos. El primer pedido de vehículos del Bloque 1 abarcó las variantes de Reconocimiento Scout, PMRS APC y Reparación y Recuperación, con variantes de Reconocimiento, C2 y Ambulancia a seguir en un pedido del Bloque 2. Incluso existía la posibilidad de un tercer bloque de vehículos que incluía un vehículo de "fuego directo" con un cañón principal de 120 mm, "apoyo de maniobra" y una variante de "fuego conjunto" equipada para suceder al FV102 Striker en el papel antitanque. Sin embargo, en septiembre de 2014 se retiraron los vehículos del Bloque 3 y el Ministerio de Defensa "no tenía planes" de ordenar ningún vehículo del Bloque 2.
El 3 de septiembre de 2014, el gobierno británico ordenó 589 vehículos Scout SV, por un total de 3.500 millones de libras esterlinas sin IVA. Varias variantes del Bloque 2 se fusionaron en el pedido del Bloque 1, que aún abarcaba los 589 vehículos planeados.
Las variantes ordenadas incluyen:
- 245 variantes de 'Ajax' con torretas

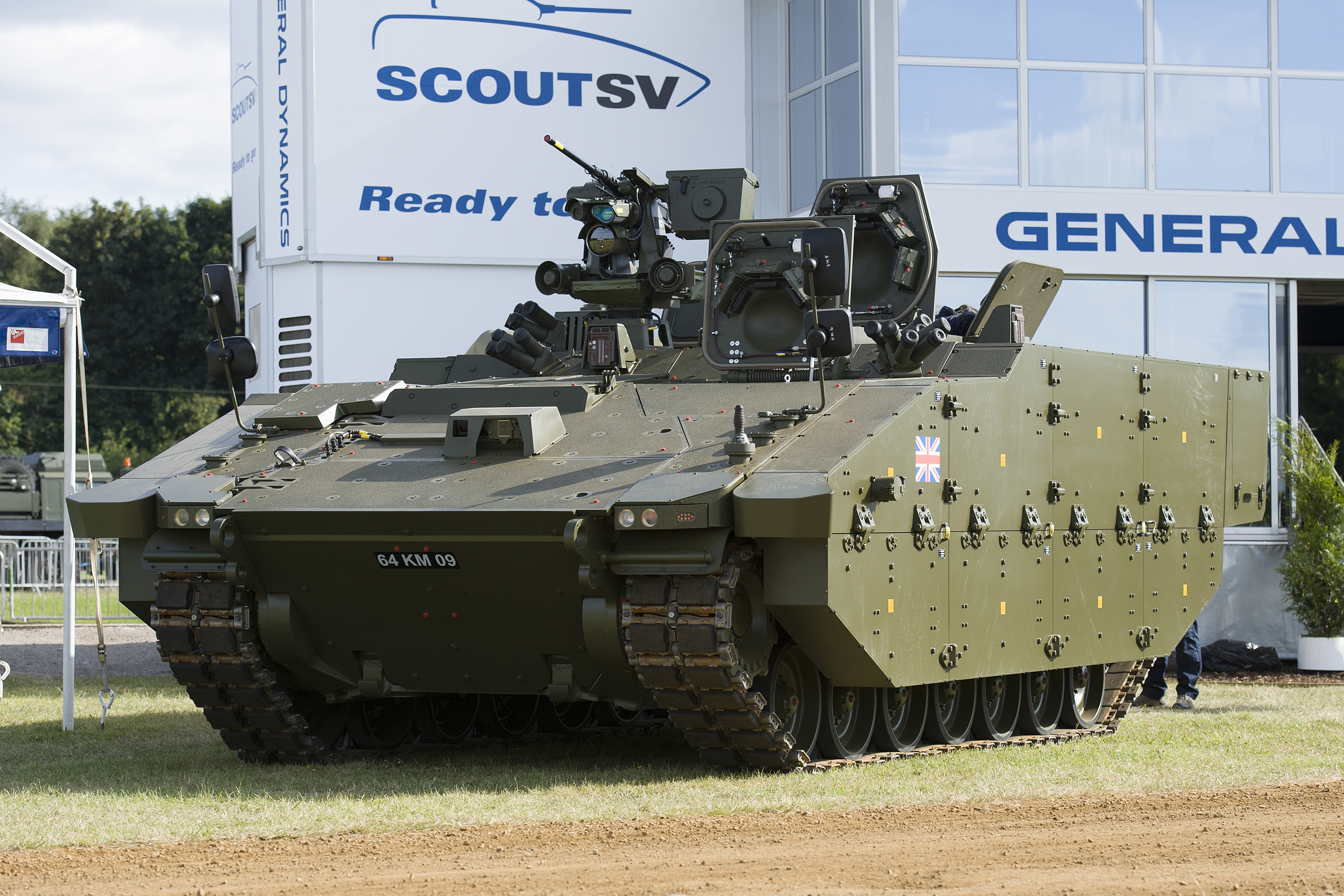
Prototipo de Preproducción del Ares (variante PMRS)

  - 198 Reconocimiento y combate (Ajax)
  - 23 Control conjunto de incendios (Ajax)
  - 24 Vigilancia terrestre (Ajax)
- 256 Soporte de reconocimiento de movilidad protegida (variantes PMRS) 
  - 93 Transporte de personal blindado (APC) (Ares)
  - 112 Comando y control (Athena)[6]
  - 34 Supervisión de reconocimiento de formaciones (Ares)
  - 51 Ingeniero de reconocimiento (Argus)
- 88 Variantes de ingeniería basadas en el PMRS
  - 38 Vehículos de recuperación (Atlas)
  - 50 Vehículos de Reparación (Apolo)

Las entregas al ejército británico comenzaron en 2017; las últimas entregas estaban previstas para alrededor de 2026.
En julio de 2015, el Ministerio de Defensa concluyó su estudio para que el ensamblaje final de los vehículos Scout SV se llevara a cabo en el Reino Unido en lugar de en las instalaciones de producción primaria de General Dynamics en España. Había un caso de negocio para el montaje y las pruebas finales en el Reino Unido. Como parte de un paquete de mantenimiento de 390 millones de libras esterlinas hasta 2024, General Dynamics trasladó la producción de los últimos 489 vehículos a Gran Bretaña. General Dynamics compró una antigua fábrica de montacargas en Pentrebach, Gales del Sur, para ensamblar el Scout SV. Thales UK ganó el contrato del sistema de visión para la familia Scout, salvaguardando los trabajos de ingeniería y fabricación en su sitio en Escocia.
A principios de agosto de 2015, se contrató a Rheinmetall de Alemania para fabricar las torretas Scout SV. Meggitt iba a fabricar el sistema de manipulación de municiones Scout SV.
El 15 de septiembre de 2015, Scout pasó a llamarse Ajax. El nombre Ajax se aplicaba a la familia en su conjunto, pero también específicamente a la variante con torreta. La variante de apoyo al reconocimiento se llamó Ares; la variante de mando y control se llamaba Atenea; el vehículo de reparación de equipos se llamó Apollo; la variante de recuperación de equipo se denominó Atlas; y la variante de reconocimiento de ingeniería se llamó Argus.
En abril de 2016, el cañón principal y el cañón de cadena se dispararon con éxito. En diciembre de 2016 se llevaron a cabo con éxito las pruebas de disparo tripulado de las tres ametralladoras que se pueden instalar en el vehículo Ares.
General Dynamics Land Systems (GDLS) desarrolló el tanque ligero Griffin II y el IFV Griffin III, basados en Ajax. En 2019, GDLS ofreció el Grffin II al Ejército de los EE. UU. Para su programa de potencia de fuego protegida móvil y el Griffin III para el programa de vehículos de combate tripulados opcionalmente (para reemplazar el M2 / M3 Bradley).

## Diseño

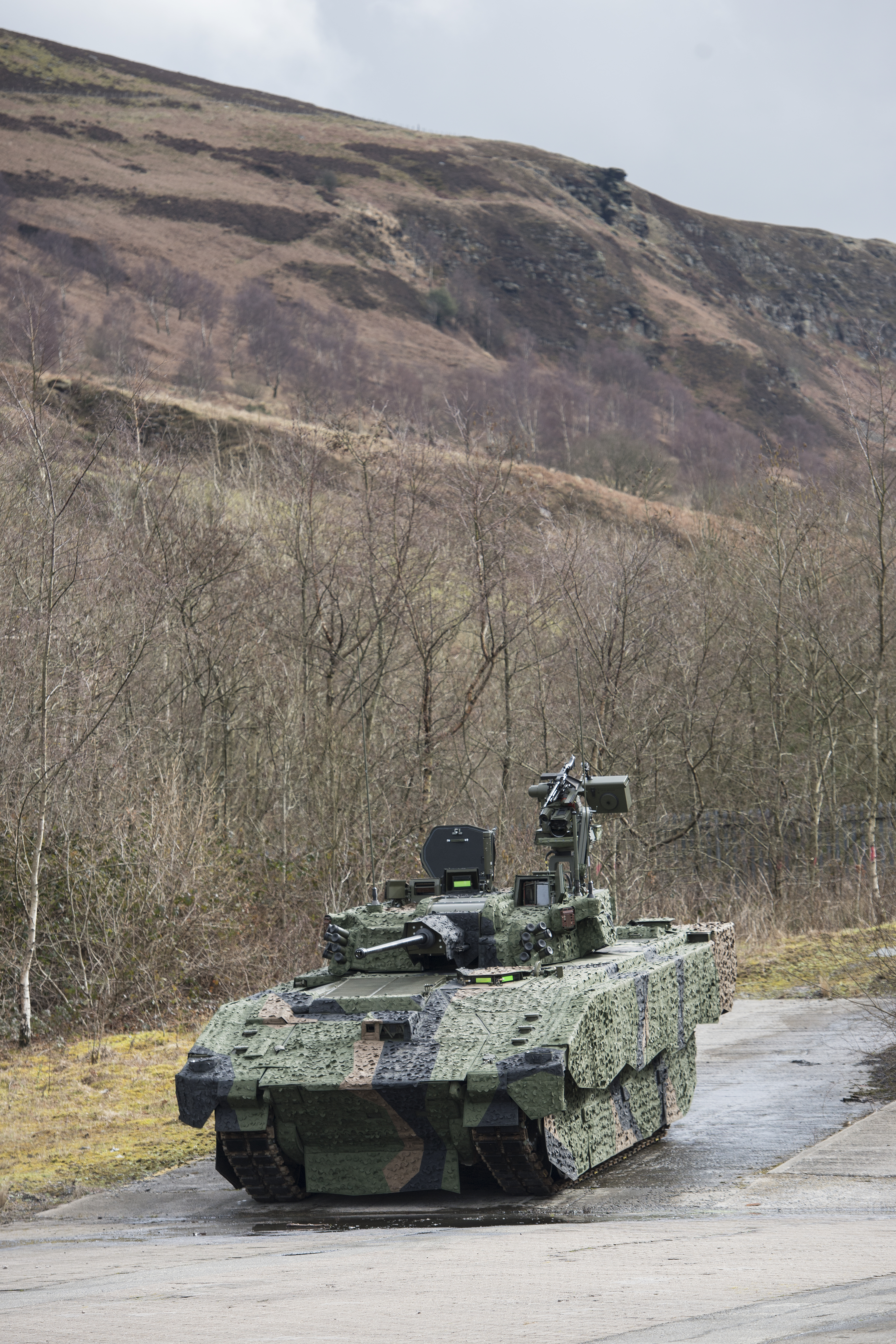
Prototipo Ajax en marzo de 2016

A excepción de la torreta, el diseño del Ajax fue realizado por Santa Bárbara Sistemas. De hecho según los planes todas las barcazas se realizarán en la planta asturiana de Trubia y los 100 primeros vehículos se montarán en Alcalá de Guadaira. La implicación de la filial española del grupo GDELS incluyó el envío de ingenieros y técnicos españoles para ayudar en el montaje de la línea de fabricación local británica.
GDELS basó su diseño en ofrecer dos evoluciones de la plataforma ASCOD, creando una primera plataforma evolucionada que tiene un peso entre 31 y 35 toneladas y con capacidad para transportar hasta 13 toneladas entre elementos técnicos , blindaje y armamento. También se creó una segunda con un peso de 42 toneladas, que puede transportar 19 toneladas.
La primera plataforma fue aprovechada como punto de partida del Vehículo de Combate de Zapadores (VCZAP) Castor. Esta plataforma ofrece un elevado nivel de protección, a la altura de la arriesgada misión del vehículo, y servirá para el desarrollo de la futura Fase III del Pizarro. La segunda plataforma, la de 42 toneladas, fue la elegida para el blindado Ajax británico.
El Ajax está fabricado y diseñado por General Dynamics UK y General Dynamics Santa Bárbara Sistemas (España), con la nueva torreta y el sistema de control de disparo instalados en la variante Reconnaissance diseñado y fabricado por Lockheed Martin UK. Lockheed Martin está trabajando en estrecha colaboración con el Grupo de apoyo de defensa para la fabricación y el montaje de torretas, así como con Rheinmetall. El 75% del trabajo de la torreta y CT40 se llevará a cabo en el Reino Unido. El anillo de la torreta tiene 1,7 m de diámetro, lo que permite mucho más espacio de trabajo que en los AFV comparables. El Scout SV también está equipado con un paquete ISTAR de última generación con sensores avanzados y espacio para un mayor crecimiento futuro. Este paquete ISTAR avanzado permite la búsqueda, el seguimiento y la detección automatizados, más del doble del rango de separación en el que los objetivos pueden identificarse y seguirse.
El Ajax tiene una arquitectura abierta inteligente Ethernet de 20 Gbit / s, que le permite capturar, procesar y almacenar seis TB de información recopilada por los sensores. Luego, puede compartir estos datos, ya sean imágenes u otra información, a través de un sistema de comunicación BOWMAN integrado en tiempo real instalado en el Challenger 2. La energía para estos sistemas proviene de un generador de energía auxiliar silencioso. El 80% de la fabricación de vehículos se completará en el Reino Unido, y el 70% de las empresas de la cadena de suministro estarán ubicadas en el Reino Unido. En España se producirán cinco prototipos de preproducción para su posterior desarrollo y prueba. La familia Ajax supondrá la creación de 300 puestos de trabajo en las instalaciones de General Dynamics UK en el sur de Gales y se estima que 1000 puestos de trabajo más en la cadena de suministro del Reino Unido.

## Historia de servicio
La primera entrega estaba prevista para 2017, mientras que se planeaba que el primer escuadrón del ejército británico "estará equipado a mediados de 2019" para que puedan desplegarse a finales de 2020.
El Ministerio de Defensa del Reino Unido (MoD) aprobó en 2023 con retraso las nuevas fechas para la Capacidad Operativa Inicial (IOC) y la Capacidad Operativa Final (FOC). Ahora debería entrar en servicio entre julio y diciembre de 2025, ocho años más tarde de lo previsto inicialmente.
La decisión puso fin a meses de incertidumbre acerca de la fecha para la puesta en servicio en el Ejército británico, después de que el vehículo tuviera que someterse a una segunda serie de pruebas debido a unas vibraciones excesivas. Según los analistas los cambios solicitados tras seleccionar la plataforma bajo la premisa de no hacer cambios habrían aumentado el peso y creado problemas a ciertas velocidades.

## Operadores
- Reino Unido - En desarrollo - 245 Ajax, 93 Ares, 112 Athena, 50 Apollo, 38 Atlas y 51 Argus pedidos.[17]